# Front révolutionnaire antifasciste et patriote
 (mars 2025).
Si vous disposez d'ouvrages ou d'articles de référence ou si vous connaissez des sites web de qualité traitant du thème abordé ici, merci de compléter l'article en donnant les références utiles à sa vérifiabilité et en les liant à la section « Notes et références ».
Le Front révolutionnaire antifasciste et patriote (espagnol : Frente Revolucionario Antifascista y Patriota, FRAP) était une organisation révolutionnaire espagnole située à la gauche du Parti communiste d'Espagne. Elle fut fondée en 1971 à l'initiative de militants du Parti communiste d'Espagne (marxiste-léniniste) inspirés par la force des événements et des manifestations de Mai 68 en France.
Un des fondateurs fut Julio Álvarez del Vayo qui avait fondé le FELN (Front espagnol de libération nationale) auparavant.
Cette organisation mena sa lutte contre le régime de Franco. C'était un front qui regroupait diverses organisations proches du Parti Communiste d'Espagne (Marxiste-Léniniste), parmi elles la OSO (oposicion sindical obrera), la UPC (union Popular del Campo), la FUDE (Federacion Universitaria democratica Espanola), la FEDEM (Federacion Española de Enseñanza Madia) la UPA (Union Popular de Artistas). Ces organisations menaient un travail clandestin au sein de la société espagnole comme beaucoup d'autres organisations d'opposition au régime.

## Histoire
Le FRAP était à la tête des manifestations de mai 1973 et 1974 qui ont eu lieu dans les principales villes espagnoles. Afin de protéger les manifestations contre les attaques sanglantes de la police du régime qui tirait à vue sur les manifestants (toute manifestation était considérée illégale et délictuelle par le régime) ils constituèrent quelques groupes d'auto-défense (à Madrid). 
À la suite de divers affrontements il y eut deux ou trois policiers tués. Une douzaine de militants furent arrêtés et accusés de ces actions en 1975. Sept furent condamnés à mort par un conseil de guerre militaire qui dicta des peines très graves sans laisser la moindre chance de défense aux accusés qui reconnaissaient leur appartenance à l'organisation mais qui niaient avoir participé aux actions qui leur étaient attribuées. Parmi ceux-ci trois (José Luis Sánchez-Bravo Sollas, José Humberto Baena Alonso et Ramón García Sanz) furent fusillés le 27 septembre 1975 (ce jour-là il y eut cinq fusillés en tout en y ajoutant les deux militants basques de ETA qui furent également exécutés à la suite d'une tout autre procédure) et les autres eurent leurs condamnations commuées en prison à perpétuité. Après la mort du dictateur en novembre 1975 et dans le cadre de la transition et des négociations qui amèneraient à une Constitution démocratique ils furent tous amnistiés (en 1977-1978) comme le furent tous ceux qui furent condamnés durant la dictature, ce qui signifiait liberté immédiate et effacement de tout casier judiciaire. Ce mouvement se met en veilleuse dès 1976 pour s’auto-dissoudre en 1978.